# Dale Krantz Rossington
 Dale Krantz Rossington  é esposa de Gary Rossington, fundador, líder e guitarrista da banda americana de Southern rock Lynyrd Skynyrd. Os dois trabalharam juntos em um projeto secundário, o The Rossington Band, e também no Lynyrd Skynyrd (1987-1988), na turnê de reunião da banda. O The Rossington Band lançou os seguintes álbuns: "Returned to the Scene of the Crime", 1986 e "Love Your Man" em 1988.
Gary Rossington e Dale Krantz Rossington não puderam ir ao "Gimme Three Days Cruise" em Janeiro de 2007 devido a Gary estar doente. Ele tinha um problema cardíaco e foi operado. Gary também ocasionalmente teve dores em suas pernas devido ao grave desastre de avião em 1977.
Gary e Dale Krantz-Rossington trabalham juntos no Lynyrd Skynyrd desde 1987, onde Dale faz o vocal de apoio da banda. O casal tem duas filhas, Mary e Annie.